# Clark Robertson
Pour les articles homonymes, voir Robertson.
Clark Robertson, né le 5 septembre 1993 à Aberdeen, est un footballeur écossais. Il évolue au poste de défenseur en faveur du club israélien de Ashdod.

## Biographie

### En club

#### Aberdeen
Il a signé un contrat à temps plein avec Aberdeen en juin 2009, et a fait ses débuts pour le club lors d'une défaite 3-1 contre Hamilton Academical le 1er mai 2010.
En mai 2012, Robertson a signé un nouveau contrat de trois ans avec Aberdeen, le liant au club jusqu'en 2015.
Avec l'équipe d'Aberdeen, il joue 57 matchs en Scottish Premier League.

#### Blackpool
Il a été libéré par Aberdeen en juin 2015 et a ensuite signé pour Blackpool.

#### Rotherham
Le 1er juillet 2018, il rejoint le club Rotherham United, en deuxième division anglaise. En juillet 2018, Robertson a signé un contrat de trois ans avec l'équipe de Championship Rotherham United. Il a marqué son premier but avec Rotherham United le 27 novembre 2018, lors d'un match nul 2-2 à domicile contre les Queens Park Rangers. Le 17 mai 2021, Rotherham United a publié sa liste pour l'effectif de la prochaine saison et a confirmé que Robertson quitterait le club à la fin de son contrat.

#### Portsmouth
Le 22 juin 2021, il a été annoncé que Robertson avait signé un contrat de deux ans avec Portsmouth et les rejoindrait le 1er juillet. Il souffre d'une blessure qui l'écarte des terrains pendant 3 mois, de septembre à début décembre, mais n'a joué aucun match avant janvier. Il a ensuite marqué son premier but pour le club contre son ancienne équipe de Rotherham United lors d'une victoire 3-0 de Pompey. Il a dit à ses coéquipiers qu'il préférait prendre sa retraite plutôt que de rejoindre Derby County en janvier.

#### Ashdod
Le 7 juin 2023, Robertson est officialisé dans le club israélien d'Ashdod, en bord de mer méditerranée. Robertson rejoint le club librement après la fin de son bail de 2 ans à Portsmouth. Son contrat à Ashdod est d'un an,.
Il devient à l'occasion le premier écossais à jouer dans la ligue israélienne.

### En équipe nationale
Robertson a été sélectionné pour l'équipe nationale écossaise de football des moins de 21 ans en avril 2012, mais a été contraint de se retirer en raison d'une blessure au genou
. Avec les espoirs écossais, il participe aux éliminatoires du championnat d'Europe espoirs en 2013 et 2014.

## Palmarès

### En club
- Rotherham United
  - vice-champion d'Angleterre de troisième division en 2020.